# Municipio de Springfield (condado de Oakland)
El municipio de Springfield (en inglés: Springfield Township) es un municipio ubicado en el condado de Oakland en el estado estadounidense de Míchigan. En el año 2010 tenía una población de 13940 habitantes y una densidad poblacional de 146,88 personas por km².

## Geografía
El municipio de Springfield se encuentra ubicado en las coordenadas 42°44′49″N 83°30′4″O / 42.74694, -83.50111. Según la Oficina del Censo de los Estados Unidos, el municipio tiene una superficie total de 94.91 km², de la cual 91.77 km² corresponden a tierra firme y (3.31%) 3.14 km² es agua.

## Demografía
Según el censo de 2010, había 13940 personas residiendo en el municipio de Springfield. La densidad de población era de 146,88 hab./km². De los 13940 habitantes, el municipio de Springfield estaba compuesto por el 95.43% blancos, el 1.13% eran afroamericanos, el 0.39% eran amerindios, el 0.97% eran asiáticos, el 0.02% eran isleños del Pacífico, el 0.66% eran de otras razas y el 1.41% pertenecían a dos o más razas. Del total de la población el 2.89% eran hispanos o latinos de cualquier raza.